# Callicoma
Callicoma é um género botânico pertencente à família Cunoniaceae.

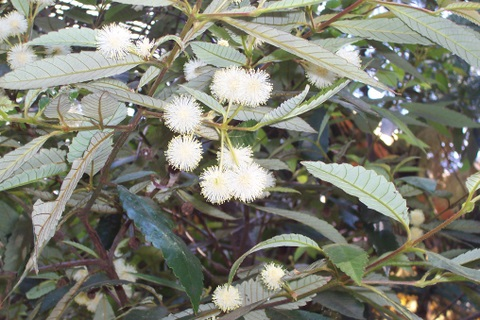
Flores e folhas de Callicoma serratifolia crescendo em Nova Gales do Sul